# Leptogorgia schoutedeni
Leptogorgia schoutedeni är en korallart som beskrevs av Stiasny 1939. Leptogorgia schoutedeni ingår i släktet Leptogorgia och familjen Gorgoniidae. Inga underarter finns listade i Catalogue of Life.